# Bromley (borough)
Bromley (London Borough of Bromley) is een Engels district of  borough in de regio Groot-Londen, gelegen in het uiterste zuidoosten van de metropool.

## Ligging
De borough Bromley ligt in Outer London, de buitenste ring van boroughs in de metropool Londen. De oppervlakte bedraagt 150 km², waarmee Bromley de grootste borough van Londen is. In het uiterste zuiden bevindt zich het hoogste punt van Groot-Londen: Westerham Heights (245 m), onderdeel van de North Downs.
De borough grenst in het westen en noorden aan de Londense boroughs Croydon, Lambeth, Southwark, Lewisham, Greenwich en Bexley. In het zuiden en oosten grenst Bromley aan de districten Tandridge in het graafschap Surrey en Sevenoaks in het graafschap Kent.

## Wijken in Bromley
De borough Bromley bestaat uit 22 wards, die elk worden vertegenwoordigd door twee of drie afgevaardigden in de Bromley London Borough Council (60 zetels). Het administratieve centrum bevindt zich in het historische marktstadje Bromley. De belangrijkste wijken in de borough zijn:
- Beckenham
- Bickley
- Biggin Hill
- Bromley
- Chislehurst
- Crystal Palace
- Cudham
- Downham
- Elmstead
- Hayes
- Keston
- Orpington
- Penge
- Petts Wood
- Pratt's Bottom

## Demografie
De borough Bromley telt 329.391 inwoners. Het merendeel van de bevolking woont in het noorden en westen van de borough. Van de bevolking is 16,9% ouder dan 65 jaar. De werkloosheid bedraagt 2,7% van de beroepsbevolking (cijfers volkstelling 2001).

## Geboren
- Stewart Morris (1909-1991), zeiler
- Bill Wyman (1936), bassist bij de Rolling Stones
- Pip Torrens (1960), acteur
- Fatboy Slim (Norman Cook) (1963), muzikant
- Barry Atsma (1972), Nederlands acteur
- Wende Snijders (1978), Nederlands singer-songwriter